# Akte Grüninger
Akte Grüninger – Die Geschichte eines Grenzgängers ist ein Schweizer Spielfilm, der für das Schweizer Fernsehen produziert wurde. Der Fernsehfilm thematisiert die Ereignisse im Spätsommer 1938, als Paul Grüninger bis zu 3600 jüdischen Flüchtlingen aus Deutschland und Österreich das Leben rettete, indem er ihnen durch Vordatierung der Einreisevisa die Einreise in die Schweiz ermöglichte. Stefan Kurt spielte unter der Regie von Alain Gsponer die Titelrolle. Die Uraufführung fand 2014 im Rahmen des Wettbewerbs der Solothurner Filmtage statt.

## Handlung
Im August 1938 schliesst die Schweiz ihre Grenzen für jüdische Flüchtlinge. Weiterhin gelangen Hunderte von Menschen ohne gültiges Visum über die Grenze, insbesondere aus Deutschland und Österreich. Die Überprüfung der nach damaligem Schweizer Recht illegalen Grenzübertritte leitet der Chef der Schweizer Fremdenpolizei, Heinrich Rothmund. Dieser beordert Polizeiinspektor Robert Frei, einen jungen ehrgeizigen und obrigkeitsgläubigen Beamten, in den Kanton St. Gallen, wo die meisten Grenzübertritte stattfinden. Diese scheinen von Teilen der Bevölkerung getragen zu werden, mit der Zustimmung des St. Galler Polizeihauptmanns, Paul Grüninger. Freis Ermittlungen erhärten den Verdacht, dass Polizeihauptmann Grüninger jüdischen Flüchtlingen ohne gültige Visa die Einreise erlaubt, Dokumente verfälscht und Flüchtlinge gar selbst illegal über die Grenze in die Schweiz bringt. Grüninger ist zwar geständig, doch handle er damit seines Erachtens nicht gegen das Gesetz und auch nicht gegen die Staatssicherheit. Seine Beweggründe beruhen zudem auf reiner Menschlichkeit. Grüningers Uneinsichtigkeit und der Anblick der hilfesuchenden Flüchtlinge lassen bei Frei Zweifel an der Richtigkeit seines Auftrags aufkommen.
Als Frei seinen Bericht schreibt, ist er in einem Gewissenskonflikt. Er will nicht dafür verantwortlich sein, dass die Juden zurückgeschickt werden und in ein Konzentrationslager kommen. Als Frei wissen will, warum arme Schweizer den Flüchtlingen helfen, erklärt Grüninger: «Die Leute fallen den Juden nicht um den Hals, aber sie lassen sie auch nicht vor der eigenen Tür verrecken.»
Durch Verhören von Fluchthelfern erfährt Frei die Namen von Mitwissern, unter denen sich auch eine Bekannte des sozialdemokratischen Regierungsrats Keel befindet. Als korrekter Beamter stellt Frei seinen Bericht fertig. Als Mensch sucht er aber nach einem Weg, um Grüningers Hilfeaktion zu decken, ohne seine Pflichten zu verletzen.
Schließlich konfrontiert er Keel mit seinem Bericht und fordert ihn auf, sich beim Bundesrat für Grüninger einzusetzen. Keel weist darauf hin, dass viele Schweizer die Augen verschließen und das Reden lieber solchen wie dem Rothmund überlassen. Sie einigen sich darauf, dass Keel das Thema im Bundesrat ansprechen wird und Frei seinen Bericht solange zurückhalten wird.
Bei einem vertraulichen Gespräch wird Keel von Rothmund auf die politische Realität hingewiesen: Auch in der Schweiz herrscht ein Antisemitismus, der zunehmen werde, wenn mehr Juden kommen. Die politische Entscheidung lautet, dass Grüninger bestraft werden und Keel nun Grüninger fallen lassen muss, damit er seine eigene Haut retten kann und nicht noch mehr Landsleute auf die Idee kommen, flüchtigen Juden zur illegalen Einreise zu verhelfen.
Frei wird von Rothmund informiert, dass ein Untersuchungsrichter nach St. Gallen beordert wird, damit Hauptmann Grüninger für seine Verfehlungen im Amt zur Rechenschaft gezogen werden kann. Frei soll diesen bei seiner Arbeit unterstützen. Rothmund erklärt, dass die Sicherung der Grenze in den nächsten Jahren die wichtigste Aufgabe sein wird. Als Frei darauf hinweist, dass die zurückgewiesenen Flüchtlinge ins Konzentrationslager geschickt werden, sagt Rothmund, dass diese Frage ausserhalb seiner Kompetenz liege. Schließlich erläutert Rothmund den politischen Hintergrund: «Wenn die europäischen Länder alle einander zerfleischt haben, sind wir ein blühendes Land.»
Als Grüninger am nächsten Tag bei Gericht erscheint, wird er auf Keels Anordnung von seinem Polizeikollegen Schneider abgewiesen. Keel selbst meidet bei seiner Ankunft das Gespräch mit ihm. Als bei der Befragung von Grüningers Mitstreiter Dreifuss klar wird, dass auch dieser Grüninger ans Messer liefern wird, indem er unterschreibt, dass er alle seine Handlungen in Grüningers Auftrag erledigt hat, nimmt dies Frei sichtlich mit.
Grüninger konfrontiert seine Frau währenddessen mit seiner Suspendierung und bittet sie um Verzeihung für das, was er ihr und ihrer Tochter damit antut. Seine Frau hält jedoch zu ihm. Kurz darauf erscheint Frei, um Grüninger – zu seinem eigenen Bedauern – zu verhaften. Während der Befragung durch den Untersuchungsrichter schweigt Grüninger vehement und bleibt selbst bei dessen wüsten Unterstellungen, er habe die Flüchtigen gegen Geld oder gar Beischlaf über die Grenze gelangen lassen, ganz ruhig.
Wenig später lässt der Untersuchungsrichter das Flüchtlingsheim räumen und die Namen der Flüchtigen auflisten, damit Bern entscheiden könne, wer zurückgeschickt werden muss. Frei läuft in den damit verbundenen Trubel hinein und holt heimlich zwei Kinder heraus, denen er am Anfang seiner Ermittlungen begegnet war und denen er zur weiteren Flucht verhilft. Anschließend lässt er sich resigniert in dem leeren Schlafsaal des Flüchtlingsheims nieder.

## Hintergrund
Akte Grüninger wurde koproduziert vom Schweizer Radio und Fernsehen, den Produktionsgesellschaften C-Films (Zürich), makido Film (Wien) und Mecom (München) sowie dem Sender Arte. Weitere Unterstützung leistete der Fernsehfonds Austria. Die Dreharbeiten unter dem Arbeitstitel Nur ein Schritt fanden von Oktober bis Dezember 2012 und im März 2013 im Kanton St. Gallen und in Österreich statt. Drehorte waren in der Schweiz in St. Gallen, Diepoldsau, Widnau und Mels sowie in Österreich in Tarrenz, Hall in Tirol, Innsbruck, Jenbach, Kufstein, Lustenau und Hohenems und an der Wiesenrainbrücke über den Grenzfluss Rhein. Der Film wurde in zwei Fassungen hergestellt: eine auf Schwyzertütsch für die Schweiz, eine stark Hochdeutsch gefärbte für den restlichen deutschen Sprachraum.
Das Drehbuch vermischt die historischen Fakten mit fiktionalen Elementen. So ist die zentrale Filmfigur des Polizeiinspektors Robert Frei, der aus Bern entsandt wird, um die Vorgänge in St. Gallen zu untersuchen, nicht historisch.

## Veröffentlichung
Am 23. Januar 2014 lief Akte Grüninger als Weltpremiere und Eröffnungsfilm der Solothurner Filmtage. Anschliessend wurde der Film auch in ausgewählten Schweizer Kinos gezeigt. Die TV-Erstausstrahlung in der Reihe Schweizer Film war am 19. Oktober 2014 auf SRF 1. Akte Grüninger – Die Geschichte eines Grenzgängers ist auf BluRay und DVD erhältlich.

## Kritiken
Bettina Spoerri verwies in der Neuen Zürcher Zeitung darauf, dass der Film trotz des Kinostarts in erster Linie eine Fernsehfilmproduktion sei, die «auf der Ebene der ästhetisch-visuellen Inszenierung im konventionellen Rahmen reiner TV-Produktionen» verharre. Dennoch wage er sich an «heikle und relevante» Punkte der Schweizer Geschichte und schlage dabei einen «ernsten, ja ermahnenden Ton» an. Es gelinge «eine überzeugende Balance zwischen dem Anliegen, nahe an den historischen Fakten zu erzählen, […] und der notwendigen Verdichtung und Emotionalisierung für das fiktionale Genre».
Christian Jungen nannte Akte Grüninger als Beispiel für Deutschschweizer Filme ohne Haltung. Auch wenn der Film „mit starken Schauspielern gehobene Unterhaltung“ biete, präge er sich kaum ein. Richard Dindos Dokumentarfilm Grüningers Fall von 1997 sei mit seinen Berichten jüdischer Zeitzeugen hingegen aufwühlend und nachwirkend.

## Auszeichnungen
- 2014: Schweizer Filmpreis, Nomination als bester Darsteller für Stefan Kurt.